# Matthew Selt
Matthew „Matt“ Selt (* 7. März 1985 in Romford, London) ist ein englischer Snookerspieler, der seit den 2000ern Profispieler auf der Snooker Main Tour ist. In dieser Zeit gewann er mit den Indian Open 2019 ein Ranglistenturnier.

## Leben
Selt wurde im Londoner Stadtteil Romford geboren. Während der COVID-19-Pandemie begann er sich in Zusammenarbeit mit seinem Vater unternehmerisch im Uhren- und Fahrzeuggeschäft zu betätigen.

## Karriere

### Anfänge
Matthew Selt spielt nach eigenen Angaben seit seinem zwölften Lebensjahr Snooker. Bereits als Jugendlicher trat er bei bedeutenden Turnieren an. Während der Spielzeit 2001/02 nahm er so an der WSA Open Tour teil, einer Amateur-Turnierserie als Qualifikation für die Profitour. Der junge Selt konnte dabei das Endspiel des sechsten Events erreichen. Auch wenn er gegen Stuart Bingham verlor, belegte er Platz 8 der Gesamtwertung, was für eine Qualifikation für die Saison 2002/03 der professionellen Snooker Main Tour ausreichte. Zuvor wurde er noch englischer Vize-U18-Meister und erreichte das Halbfinale der WSA Junior Play Offs, einem weiteren Qualifikationsturnier, dessen Ergebnis für Selt letztlich aber nicht mehr relevant war. Seine Debütsaison als Profispieler wurde ein Misserfolg; Auftaktsiege gegen Kelly Fisher, Jason Ferguson und Ryan Day waren seine einzigen gewonnenen Partien, alle anderen Spiele verlor er. Am Ende belegte er nur Rang 127 von 128 Plätzen auf der Snookerweltrangliste, weshalb er nach nur einer Saison die Main-Tour-Berechtigung wieder verlor.
Die beiden folgenden Spielzeiten spielte Selt auf der Challenge Tour, der zweitklassigen Profitour, die aber weitaus eingeschränkter war als die Main Tour. Hin und wieder konnte er zwar einige gute Ergebnisse erzielen, aber weder in der Spielzeit 2003/04 noch in der Spielzeit 2004/05 langten seine Ergebnisse für eine Main-Tour-Qualifikation. Nach dem Ende der Challenge Tour nahm Selt an der neuen Pontin’s International Open Series teil, wo er in der ersten Saison immerhin ein Viertelfinale erreichte. Am Ende belegte er zwar Platz 23 der Endwertung, was aber ebenfalls nicht für eine Main-Tour-Rückkehr ausreichte. Weitere Spielpraxis sammelte er in dieser Zeit bei einigen renommierten Amateurturnieren. So stand er unter anderem im Viertelfinale der Pontins Spring Open 2004 und der Fürth German Open 2005 und im Achtelfinale der Swiss Open 2006. Unterdessen konnte Selt auf der Pontin’s International Open Series 2006/07 ein Halbfinale, drei weitere Viertelfinals und auch ein weiteres Achtelfinale als Ergebnisse vorweisen, wodurch Selt in der Gesamtwertung Platz 7 belegte. Das brachte ihm einen Startplatz auf der Main Tour 2007/08 ein.

### Etablierung auf der Profitour
Bei seiner Rückkehr auf der Profitour musste Selt zunächst erneut viele Qualifikationsniederlagen hinnehmen, konnte aber im Gegensatz zu seiner Debütsaison meistens einige Spiele gewinnen. Mehrfach verpasste er dabei den Einzug in eine Hauptrunde eines Ranglistenturnieres nur knapp, beispielsweise bei den Welsh Open 2008. Sein bestes Ergebnis, eine Achtelfinalteilnahme beim 6-Red Snooker International 2008, hatte wiederum keine Auswirkung, da das Turnier keinen Einfluss auf die Weltrangliste hatte. Als 71. und 67. der Weltrangliste im Sommer 2008 bzw. im Sommer 2009 verpasste er jeweils die für eine direkte Qualifikation für die nächste Spielzeit nötigen Top 64, doch dank der über die Ein-Jahres-Weltrangliste vergebenen Startberechtigungen rettete sich der Engländer jeweils in die nächste Saison. Erst nach der Qualifikation für die Hauptrunde des Shanghai Masters und des Grand Prix während der Saison 2009/10 schaffte Selt mit Platz 51 locker den Sprung in die Top 64 und qualifizierte sich so im Sommer 2010 erstmals direkt für die nächste Profi-Spielzeit. Unterdessen hatte er nicht nur auf der Pro Challenge Series, sondern auch auf verschiedenen Amateurturnieren wie den Events der Turnierserie Pontins Pro-Am, dem Paul Hunter Classic, den Vienna Open und dem Pink Ribbon zusätzliche Spielpraxis gesammelt.

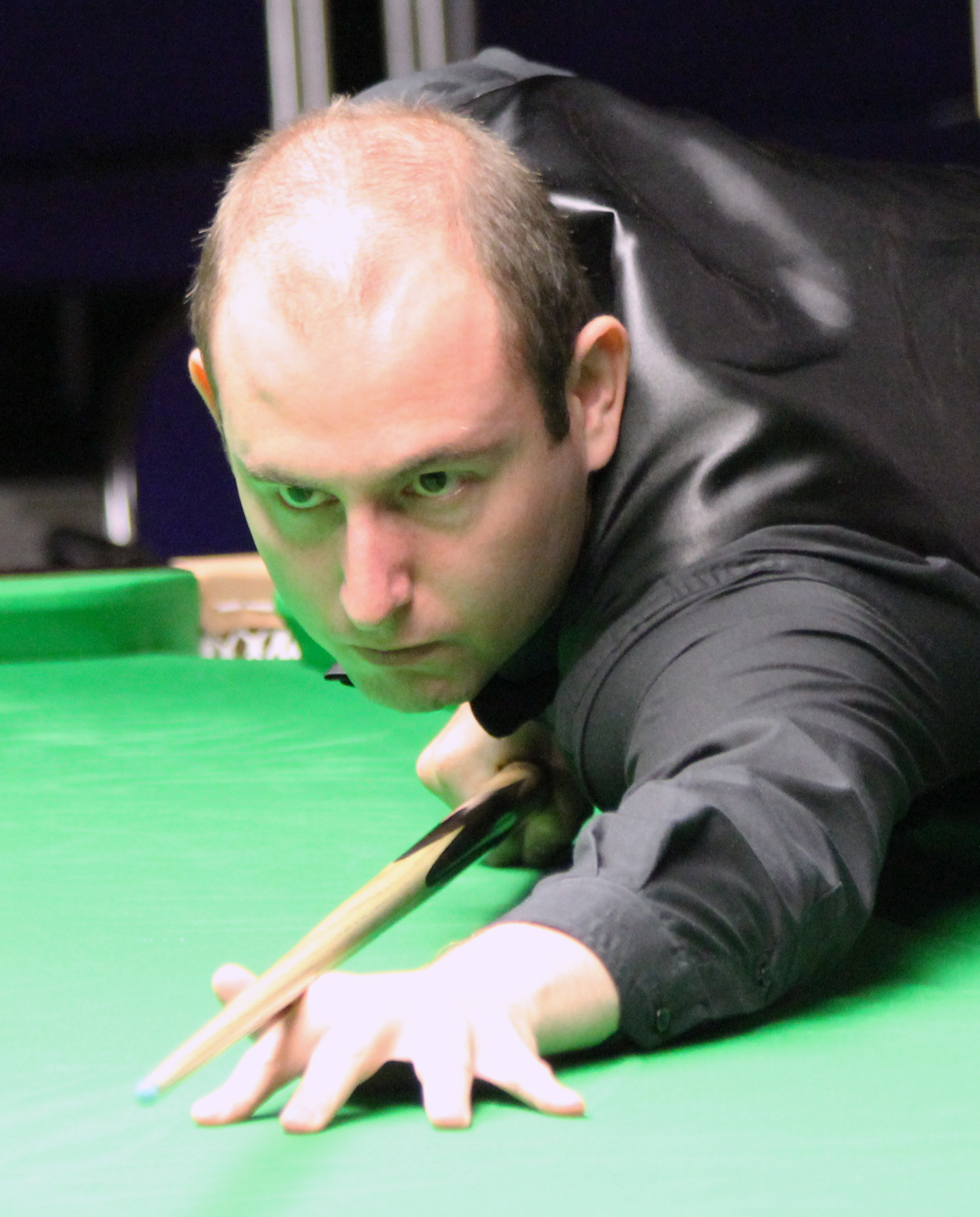
Selt beim Paul Hunter Classic 2012

In den nächsten Jahren schaffte es Selt, sich dauerhaft auf der Profitour zu etablieren. Regelmäßig überstand er nun die Qualifikationen der Turniere und vor allem bei den Events der neuen Players Tour Championship (PTC) konnte der Engländer mitunter auch kleine Erfolge erzielen. Die PTC bestand aus einigen kleineren Profiturnieren, an denen auch Amateure teilnehmen konnten und die für Profispieler einen geringeren Einfluss auf die Weltrangliste hatten als normale Ranglistenturnieren. Mehrfach erreichte er bei solchen PTC-Events zum Beispiel das Achtelfinale, bei den Gdynia Open 2014 stand er sogar im Halbfinale. Auch bei den normalen Ranglistenturnieren konnte Selt einige Achtungserfolge erzielen, zog er doch zum Beispiel sowohl bei den Australian Goldfields Open 2011 als auch bei den Australian Goldfields Open 2012 ins Viertelfinale ein. Bei der Snookerweltmeisterschaft 2013 qualifizierte er sich zudem mit einem 10:9-Sieg über den ehemaligen Weltmeister Ken Doherty erstmals für die Hauptrunde der Weltmeisterschaft im Crucible Theatre. Beständig war Selt nun in den Top 64 geführt, zeitweise sogar um Platz 40 herum. Im Sommer 2014 stand er immerhin noch auf Platz 55. Mit einer Achtelfinalteilnahme beim Pink Ribbon 2012 und dem vierten Platz bei den Vienna Open 2014 war der Engländer unterdessen auch bei ausgewählten Amateurturnieren mit Profibeteiligung erfolgreich.

### Vorstoß in die Top 32 und Turniersieg bei den Indian Open
Mit der Saison 2014/15 gelang Selt der Durchbruch in die erweiterte Weltspitze. Neben der Hauptrunde der Snookerweltmeisterschaft, dem Viertelfinale der Grand Finals der Players Tour Championship 2014/15 und dem Halbfinale des PTC-Events Haining Open 2014 konnte Selt bei den Lisbon Open erstmals das Endspiel eines Profiturnieres erreichen. Im Endspiel des PTC-Events unterlag er Stephen Maguire. Zusätzlich qualifizierte sich Selt bei der Championship League für die Finalrunde und kam dort bis unter die letzten vier Spieler. Bis zum Saisonende verbesserte sich Selt so auf Platz 30 der Snookerweltrangliste. Dieses Niveau konnte der Engländer in der nächsten Saison halten, unter anderem dank Viertelfinalteilnahmen bei den Australian Goldfields Open, den Riga Open und der UK Championship. Hinzu kamen noch Halbfinalteilnahmen bei der 6-Red World Championship und erneut bei der Championship 2016, die aber als Einladungsturniere beide keinen Einfluss auf die Snookerweltrangliste hatten. Auf dieser war er trotzdem zeitweise auf Platz 20 geführt, belegte am Saisonende immerhin aber noch Platz 25.
Danach brach Selts Erfolgsserie ab; es häuften sich frühe Niederlagen und selbst verlorene Auftaktspiele. Häufig kam er nicht einmal mehr unter die letzten 32 Spieler, Achtelfinalteilnahmen bei den World Open 2016, dem German Masters 2018 und den Gibraltar Open 2018 blieben die Seltenheit. Auf der Weltrangliste rutschte er so stetig ab und war zwei Jahre später, im Sommer 2018, nur noch auf Rang 59 platziert. Eine weitere Achtelfinalteilnahme bei den World Open zu Beginn der Saison 2018/19 konnte Selts Lage stabilisieren, doch danach folgten erneut mehrere frühe Niederlagen. Hatte er am Saisonanfang auf der Weltrangliste um den Erhalt seines Platzes in den Top 64 kämpfen müssen, war er nun immerhin um Platz 50 gelistet und hatte so etwas mehr Sicherheit. Die endgültige Rettung kam schließlich bei den Indian Open, bei denen er überraschend erstmals das Endspiel eines vollwertigen Ranglistenturnieres erreichte und dieses prompt gegen Lü Haotian gewann. Nachdem er zum Abschluss der Saison noch die finale Qualifikationsrunde der Snookerweltmeisterschaft erreicht hatte, beendete er die Spielzeit auf einem sicheren 34. Platz.

### Kampf um den Platz unter den Top 32 mit Rückschlägen
In den nächsten Saisons gehörte Selt fast durchgängig zu den Top 32, frühe Niederlagen und Erfolge wechselten sich aber insgesamt regelmäßig ab. Neben mehreren Auftaktniederlagen erzielte Selt so auch einige Viertel- und Halbfinalteilnahmen, bei der Snookerweltmeisterschaft stand er zum dritten Mal in der WM-Hauptrunde. Beim Turkish Masters 2022 erreichte er sogar zum zweiten Mal das Finale eines Weltranglistenturniers, verlor diesmal aber gegen Judd Trump. Auf der Weltrangliste konnte er seine Rekordplatzierung Rang 20 vom Februar 2016 zwar nie überbieten, mit Platz 21 im Sommer 2022 stellte er aber einen neuen persönlichen Rekord für die höchste Platzierung am Saisonende bzw. am Anfang der nächsten Saison auf. In der folgenden Saison war seine Leistung sehr unstetig. Oft schied er bereits in sehr frühen Runden aus, bei der UK Championship, den English Open und der Weltmeisterschaft erreichte er aber auch jeweils die Runde der letzten 32. Trotzdem beendete er die Saison auf Platz 30 der Weltrangliste.
2023/24 hatte er deshalb viele Punkte zu verteidigen, er startete aber relativ schlecht in die Saison. Aufwärts ging es bei den English Open, wo er das Viertelfinale erreichte. Immerhin dreimal kam er ins Achtelfinale. Des öfteren gab es aber frühe Niederlagen und das Erstrundenaus bei den World Open ließ ihn vor Saisonende aus den Top 32 fallen. Bei der WM verlor er am „Judgment Day“ das entscheidende Spiel um die Crucible-Qualifikation gegen Joe O’Connor mit 8:10 und fiel auf Platz 37 zurück. Ähnlich verlief das folgende Jahr. Beim Xi’an Grand Prix gelang ihm der Viertelfinaleinzug, wo er nur knapp mit 4:5 gegen Ronnie O’Sullivan unterlag. Nach mehreren frühen Niederlagen war das Achtelfinale bei den Welsh Open 2025 der zweite Saisonhöhepunkt. Beides brachte ihn wieder nach oben, aber nicht höher als Platz 33. Ein weiteres positives Ergebnis war sein drittes Erreichen der Winners’ Group beim Einladungsturnier der Championship League nach 10 Jahren, auch wenn er die Play-offs diesmal verpasste. Die Saison hatte aber auch einen unerfreulichen Tiefpunkt: Bei einem Turnier beleidigte er Mitarbeiter und verschickte eine beleidigende Nachricht, was gegen die Verhaltensregeln des Verbands für Profispieler verstieß. Er musste 21.000 ₤ Strafe inklusive Verfahrenskosten zahlen, eine Sperre bis zum Saisonende wurde auf Bewährung ausgesetzt.

## Spielweise
Selt selbst sah sich 2021 als „gefährlich[en]“ Spieler, der aber zu wenig trainiere. Die Qualität seines Spieles habe allerdings Anfang der 2010er lange stagniert. Selt führte das 2019 darauf zurück, dass er in seinem damaligen Zuhause in den Midlands nur wenige gute Trainingspartner gehabt habe. Erst sein Freund Peter Lines, ebenfalls Profispieler, habe ihn dazu ermutigt, in seine alte Heimat Essex zurückzukehren, wo es mehr hochklassige Trainingspartner gebe. So habe sich sein Spiel weiterentwickeln können. Des Weiteren habe laut Selt sein regelmäßiges Glücksspiel zu manchen Misserfolgen beigetragen.

## Erfolge
| Ausgang         | Jahr | Turnier                         | Finalgegner     | Ergebnis  |
| --------------- | ---- | ------------------------------- | --------------- | --------- |
| Amateurturniere |      |                                 |                 |           |
| Zweiter         | 2002 | WSA Open Tour 2001/02 – Event 6 | Stuart Bingham  | 4:5       |
| Zweiter         | 2002 | Englische U18-Meisterschaft     | unbekannt       | unbekannt |
| Profiturniere   |      |                                 |                 |           |
| Zweiter         | 2014 | Lisbon Open                     | Stephen Maguire | 2:4       |
| Sieger          | 2019 | Indian Open                     | Lü Haotian      | 5:3       |
| Zweiter         | 2022 | Turkish Masters                 | Judd Trump      | 4:10      |